# La bustina di minerva (saggio)
La bustina di minerva è un libro di Umberto Eco pubblicato nel 2000 da Bompiani.

## Contenuti
Il libro raccoglie i migliori articoli comparsi sull'omonima rubrica de l'Espresso e un pezzo di fanta-bibliofilia intitolato La peste dello straccio originariamente apparso su L'almanacco del bibliofilo 2000. È stato ristampato e tradotto in diverse lingue.